# Gervaise (Louis Gervais)
 (septembre 2018).
Si vous disposez d'ouvrages ou d'articles de référence ou si vous connaissez des sites web de qualité traitant du thème abordé ici, merci de compléter l'article en donnant les références utiles à sa vérifiabilité et en les liant à la section « Notes et références ».
Pour les articles homonymes, voir Gervaise.
Louis Gervais dit Gervaise est un directeur de parc de loisirs né à Nice le 2 janvier 1883 et mort à Brunoy le 10 février 1967.
Il vient à Brunoy en 1924 où il crée le premier parc de loisirs avec vélos comiques, entre 1925 et 1976. Ce parc est dénommé La Ferme du cycle, puis Le Vélodrome du rire, et enfin Chez Gervaise. Plus de 15 millions de visiteurs y viendront.

## Source
- Jean-Pierre Altounian, Un dimanche à Brunoy chez Gervaise.